# День геноцида азербайджанцев
День геноцида азербайджанцев (азерб. Azərbaycanlıların Soyqırımı Günü) — официальная памятная дата в Азербайджане, отмечается 31 марта, установлена указом президента Азербайджанской Республики Гейдара Алиева «О геноциде азербайджанцев» от 26 марта 1998 года.
В этот день в Азербайджане и азербайджанской диаспорой за рубежом проводятся публичные мероприятия, посвящённые памяти жертв Мартовских событий 1918 года в Баку и Бакинской губернии.
Концепция «геноцида азербайджанцев» критикуется рядом исследователей.

## Указ
Как было заявлено в указе Гейдара Алиева, лишь обретение Азербайджаном независимости позволило «воссоздать объективную картину исторического прошлого» азербайджанского народа. Одной из страниц истории, долгие годы скрывавшихся, является, согласно тексту указа, факт «неоднократного геноцида» по отношению к азербайджанскому народу, не получившего «должной политико-правовой оценки»: 
С подписанных в 1813 и 1828 годах Гюлистанского и Туркманчайского договоров началось расчленение азербайджанского народа, передел наших исторических земель. Продолжением национальной трагедии разделённого азербайджанского народа стала оккупация его земель. В результате реализации этой политики в кратчайшие сроки было осуществлено массовое переселение армян на азербайджанские земли. Неотъемлемой частью оккупации азербайджанских земель стала политика геноцида.
Как говорится в указе, армяне, составлявшие меньшинство, тем не менее «под опекой своих покровителей добились создания» искусственного административно-территориального образования — «так называемой Армянской области», что создало «предпосылки для реализации политики изгнания азербайджанцев со своих земель и их уничтожения». Эта политика основывалась на пропаганде идей «великой Армении» и «создании ложной истории армянского народа», «искажении истории Азербайджана и в целом Кавказа». В 1905—1907 гг. это привело к «широкомасштабным кровавым акциям против азербайджанцев», «зверствам», охватившим весь Азербайджан и азербайджанские сёла на территории нынешней Армении.
Более краткий «список преступлений, совершённых воинствующими армянскими националистами и их идеологами против нашего народа», Гейдар Алиев привёл в обращении к народу от 27 марта 2003 года:

История нашего народа в грубой форме искажалась, армянские историки и идеологи прилагали настойчивые усилия, чтобы приписать себе наши топонимы и памятники культуры. <…> Массовое размещение армян на наших исторических землях после раздела Азербайджана между Россией и Ираном, резня, учиненная армянскими дашнаками по отношению к азербайджанцам в 1905 и 1918 годах, передача Зангезура армянам в 20-х годах, создание армянской автономии на территории Карабаха, депортация наших соотечественников из Армении в 1948—1953 годах являлись составными частями единого стратегического плана. Новые территориальные претензии Армении к Азербайджану в конце 80-х годов прошлого столетия при подстрекательстве руководства СССР привели к широкомасштабной войне, оккупации армянскими вооружёнными формированиями 20 процентов азербайджанских земель и к тому, что около миллиона наших соотечественников стали беженцами и вынужденными переселенцами. А учиненная в феврале 1992 года Ходжалинская трагедия останется в истории как акт невиданного по своей жестокости и беспощадности геноцида, направленного против человечности. <…> В результате продолжающейся столетиями этой шовинистической и воинствующей политики исконные азербайджанские земли были захвачены агрессивными соседями, десятки тысяч наших соотечественников зверски убиты, тысячи памятников материальной и духовной культуры варварски уничтожены. <…> В отличие от воинствующих армянских националистов, неустанно разглагольствующих на весь мир о лживом «геноциде» и использующих это для приобретения политических и финансовых дивидендов, получения каких-то «компенсаций», мы, доводя до мира всю правду о геноциде азербайджанцев, не преследуем подобной цели.
Доктор филологических наук Валерия Чернявская, проведя лингвистический анализ текста указа, называет его показательным примером политизированной интерпретации прошлого, в котором прошлое выступает не как последовательность событий, а как нечто засекреченное и неизвестное, при этом предполагается, что в указе приведена единственная верная интерпретация, тогда как любую другую следует рассматривать как «сфальсифицированную». Язык указа не описывает действительность, а конструирует её в интересах автора текста, представляя армян исключительно с отрицательной стороны. Структура указа связывает идеологические интерпретации разных по природе событий прошлого в одну логическую цепочку, создавая такой манипуляцией квазиисторическое описание.
Указ был отмечен в резолюции сената штата Кентукки, принятого по резне в Ходжалы. Утверждение Гейдара Алиева о том, что геноцид армян был «лживым», не поддерживается большинством историков.

## Теория «двухсотлетнего геноцида»
Нынешний азербайджанский президент Ильхам Алиев, сын Гейдара Алиева, вслед за своим отцом продолжает утверждения о геноциде азербайджанцев. По его словам, «Политика геноцида и агрессии со стороны армянских националистов в отношении народа Азербайджана имеет двухсотлетнюю историю»: 
Цель политики, около двухсот лет проводимой армянскими националистами против нашего народа военными, политическими, идеологическими и другими средствами, заключалась в вытеснении и изгнании азербайджанцев из родных очагов, их физическом уничтожении и захвате новых территорий, создании мифического государства «великая Армения». (…)В результате этой коварной политики исторические азербайджанские земли время от времени захватывались армянами, сотни тысяч наших соотечественников стали беженцами и вынужденными переселенцами, погибли десятки тысяч людей.
Ильхам Алиев перечисляет те же самые этапы «геноцида»: «переселение армян в начале XIX века из Ирана и Османской империи на исконно азербайджанские земли Карабах и Зангезур», создание армянских национально-культурных и политических организаций, армяно-татарскую резню 1905—1906 гг., «передачу в 1920 г. Зангезура Армении», придание Нагорному Карабаху статуса автономии и пр. Как отмечает Сергей Маркедонов, эта идея носит явный конспирологический характер, так как предполагает существование некоего всеобъемлющего многовекового заговора армян против азербайджанцев, инструментами которого выступали Российская империя, а затем Советский Союз.
30 октября 2009 года Ильхам Алиев подписал распоряжение о создании «Мемориального комплекса геноцида» в городе Куба, где было найдено массовое захоронение начала XX века.
В распоряжении главы Азербайджана говорится:
В начале прошлого века в результате политики массовых этнических чисток и агрессии, осуществляемой армяно-дашнакскими формированиями на азербайджанских землях, в Баку, Кубе, Карабахе, Шамахе, Кюрдамире, Сальяне, Лянкяране и других регионах были уничтожены десятки тысяч невинных азербайджанцев, против нашего народа учинён один из самых трагических актов геноцида XX столетия.
Заместитель директора Института истории имени Аббаскули Ага Бакиханова Национальной академии наук Азербайджана Джаби Байрамов (Бахрамов) в своём интервью сайту правящей партии «Ени Азербайджан» привёл цифры, характеризующие масштабы политики геноцида, которую, по его словам, армяне осуществляли в отношении азербайджанцев с начала XX века при поддержке царской России, некоторых европейских стран, а затем и советского правительства. По мнению Байрамова, особо массовым стал геноцид в отношении азербайджанцев, развернувшийся 24 марта 1918 года под руководством Степана Шаумяна и продолжавшийся несколько дней. Байрамов ссылается на данные, обнародованные впоследствии чрезвычайной комиссией АДР по расследованию массовых убийств, согласно которым во время этих событий в Баку было убито свыше 12 тысяч азербайджанцев. Также Байрамов заявил, что во время мартовских событий армянами были полностью уничтожены 75 сёл Шемахинского уезда, 122 села Кубинского уезда, 115 сёл в Зангезуре. Массовые убийства происходили и в Южном Азербайджане, где, по словам неназванных армянских представителей, на которых ссылается Байрамов, было убито 150 тысяч азербайджанцев. Всего в этот период, по словам Байрамова, на территории Азербайджана геноциду подверглось 700 тысяч человек.
Убийства азербайджанцев, согласно Байрамову, продолжались и после оккупации Азербайджана Советской Россией в 1920 году: «С мая 1920 года по ноябрь 1921 года армянами было убито в Азербайджане 48 тысяч человек… Эти убийства, носящие массовый характер, происходили по всему Азербайджану… В 30 годах прошлого века наш народ подвергался геноциду со стороны большевистского правительства под предлогом различных репрессий… Этот процесс был продолжен и в годы войны 1941—1945 годов. В этой войне от Азербайджана приняли участие 700 тысяч человек. Половина из них не вернулась обратно. 70-80 процентов молодых людей, отправленных на войну, не знали русского языка. Армяне расстреливали азербайджанцев под предлогом невыполнения приказов русских шовинистов…»
Авторы азербайджанского учебника истории также приписывают Шаумяну организацию геноцида, однако общее число жертв 1918 года оценивают в 20 тыс. азербайджанцев. Цель проведения «геноцида» определяется как «нанесение смертельного удара по идее независимости Азербайджана», чтобы под видом «братской помощи, безвозмездно передавать советской России национальные богатства»
В 2000 году советник Гейдара Алиева по национальным вопросам Гидаят Оруджев заявлял, что жертвами «армянского геноцида против азербайджанцев в двадцатом веке» стали около 2,5 миллионов азербайджанцев  и что без поддержки Российской империи армяне не смогли бы совершить столь массовые убийства азербайджанцев. По словам Оруджева, фальсифицируя историю, армяне попытались скрыть от мира правду и выставить себя невинными жертвами.
В 2004 году азербайджанский историк Фарид Алекперов написал, что в 1915 году в Османской империи имел место не геноцид армян, а «геноцид азербайджанцев», в результате которого армянами было убито «от полутора до двух миллионов мусульман, преимущественно азербайджанцев и курдов».

## Критика концепции
Как указывает российский историк и политолог Сергей Маркедонов, указом 1998 года Гейдар Алиев фактически ввёл в политический оборот концепцию «геноцида азербайджанцев». Центральной идеологемой Азербайджана стал образ государства, подвергшегося военной агрессии соседней страны, — такую оценку разделяют официальные власти и все сколько-нибудь влиятельные общественные объединения Азербайджана.
Британский журналист Том де Ваал отмечает в своей книге «Чёрный сад» о Карабахском конфликте, что многие азербайджанцы придерживаются вполне оправданного мнения, что международному сообществу ничего не известно о лишениях и страданиях, которые азербайджанскому народу пришлось пережить в XX веке: насильственному изгнанию 200 тысяч азербайджанцев из Армении в конце 1980-х годов предшествовали депортация из Армении 50 тысяч азербайджанцев в конце 1940-х годов и многотысячные жертвы кровавых конфликтов 1918—1920 годов. В 1998 году Гейдар Алиев связал эти разрозненные события воедино, установив День геноцида азербайджанцев. Выбор даты пал на 31 марта — день начала резни мусульман в Баку (1918). Вместе с тем де Ваал считает, что выбор Гейдаром Алиевым термина «геноцид» в качестве понятия, объединяющего эти события из истории азербайджанского народа, наводит на мысль о том, что установление Дня геноцида азербайджанцев имеет отношение не столько к истории, сколько к современности: если у Армении есть День памяти геноцида, то почему бы и Азербайджану не иметь аналогичную памятную дату?.
Согласно американскому историку Майклу Смиту, при Алиеве был разработан режим поминовения трагических событий национальной истории, когда стало возможным должным образом оплакивать жертвы, не прибегая при этом к радикальным проявлениям Мухаррама. Руководство Азербайджана интерпретирует трагические даты азербайджанской истории в западных терминах геноцида и этнических чисток, которые несут в себе большой эмоциональный заряд. Предполагается, что таким образом Азербайджан должен противостоять, с помощью убедительных фактов о страданиях своего народа, «имиджу» страдающей Армении. Азербайджанское правительство утверждает, что целью является не разжигание вражды между народами, а соблюдение исторической справедливости, и что 31 марта является днем памяти примерно двух миллионов азербайджанцев, ставших жертвами территориальных конфликтов начала XIX века, армяно-мусульманских столкновений, террора и депортаций сталинского периода, а также Карабахской войны. Согласно Майклу Смиту, отмечая свои жертвы насилия, азербайджанцы (как и армяне), игнорируют факты аналогичного насилия со своей стороны.
Российский историк Виктор Шнирельман отмечает, что указ Алиева о «Дне геноцида азербайджанцев» является частью азербайджанской государственной программы по переписыванию истории Закавказья (подробнее см. Фальсификация истории в Азербайджане). Как указывает Шнирельман, во время представленной в указе «национальной трагедии расчленения азербайджанского народа» (1813 и 1828 гг.) «восточнокавказские тюрки ещё и не думали о том, чтобы становиться „азербайджанским народом“, и даже не знали этого термина».
По мнению исследовательницы Ширин Хантер, искажённое понимание многими азербайджанцами подлинного характера культурных, этнических и исторических связей между Ираном и Азербайджаном связано с наследием, оставшимся современной Азербайджанской Республике от «советской практики исторических фальсификаций» — к таким историческим мифам она относит, в частности, представление о существовании в древности единого азербайджанского государства, включавшего бо́льшую часть территории нынешнего северного Ирана, которое оказалось разделено на две части в результате российско-иранского сговора. Необходимо, однако, признать, что аннексия Российской империей Восточного Закавказья в 1828 году действительно разделила на две части азербайджанский этнос (см. Азербайджанские ханства).
Точка зрения Гейдара Алиева, согласно которой земли, на которые в начале XIX века переселялись армяне, являются исконными историческими землями азербайджанцев, принята только в Азербайджане и квалифицируется зарубежными учёными как государственная программа создания национальной мифологии и фальсификация истории. Вопреки утверждению Гейдара Алиева о том, что армяне приписывают себе топонимы и памятники азербайджанской культуры, подавляющее большинство ученых за пределами Азербайджана считают, что, наоборот, азербайджанские учёные приписывают себе памятники армянской культуры и фальсифицируют переиздания исторических книг без упоминания в них армянских топонимов и наличия армянского населения.
Говоря о приведённых Гейдаром Алиевым цифровых данных (20 % азербайджанских земель, оккупированные армянскими вооружёнными формированиями, и около миллиона беженцев), Владимир Казимиров, руководитель посреднической миссии России по Нагорному Карабаху в 1992—1996 гг., характеризует их как «классику подтасовок» и контрпродуктивные доводы, а Де Ваал относит к ложной статистике, введённой в оборот Гейдаром Алиевым.
Профессор Ближневосточной истории из университета Мичиган-Дирборн Ара Санджян отмечает, что азербайджанские аргументы по геноциду идут рука об руку с азербайджанским тезисом, что армяне являются «пришлыми» на проживаемых ими территориях, а «геноцид азербайджанцев» начался с русского завоевания Закавказья, в ходе которого армяне были переселены на «исконно азербайджанские земли».
Авторы специального исследования по учебникам истории постсоветских стран отмечают, что в азербайджанских учебниках вся политика России и СССР по отношению к Азербайджану изображается геноцидом. Комментируя освещение этого вопроса в азербайджанских школьных учебниках, Ариф Юнусов так представляет эту схему: армянские бандиты, за спиной которых всегда стояла Россия, а потом Ленин и Сталин, нападали на наивных и гуманных азербайджанцев, которые до последнего момента пытались избежать кровопролития. В то же время, как отмечает Юнусов, до 1990-х годов никто не называл Мартовские события «геноцидом». Для попытки легитимизиовать этот термин авторы учебников приписывают его азербайджанским деятелям начала XX века.
Ранее Гейдар Алиев оценивал мартовские события в Баку как антисоветский мятеж мусаватистов, ликвидированный благодаря решительным и твёрдым мерам, принятым большевиками.

## Пропаганда концепции за рубежом
Как пишет Сергей Маркедонов, несмотря на то, что выдвинутая Гейдаром Алиевым концепция «геноцида азербайджанцев», как и азербайджанская этнонационалистическая историография, имеет множество недостатков и оперирует аргументами невысокого качества, она политически эффективна, позволяя представить себя в качестве жертвы перед общественным мнением Европы и США.

Он отмечает, что Азербайджан прилагает чрезвычайно активные усилия для пропаганды концепции «геноцида азербайджанцев» и воздействия на общественное мнение в странах Запада с помощью азербайджанской диаспоры, организованной и консолидированной Гейдаром Алиевым. Необходимость этой пропаганды является важным составным пунктом азербайджанской официальной риторики, посвященной предполагаемому геноциду. Эта пропаганда провозглашается «главной задачей сегодняшнего дня», для реализации которой «надо использовать все рычаги — правовые, экономические, идеологические и др.» Как заявлял, например, Ильхам Алиев, 
Перед правительством и гражданами Азербайджана, нашими соотечественниками, проживающими за рубежом, сегодня стоят две тесно связанные друг с другом важные задачи: достижение освобождения наших территорий от оккупации, возвращение вынужденных переселенцев к родным очагам и доведение правды о геноциде азербайджанцев до мировой общественности, разоблачение фальшивых тезисов коварной армянской пропаганды.
Как отмечает Сергей Маркедонов, азербайджанские политики говорят с политиками Запада на понятном тем языке, с выгодой для себя применяя понятную и популярную в западных политических и общественных кругах «теорию жертвы».
С учётом крайне малой осведомленности западного общественного мнения в истории и конкретике межэтнических отношений в Азии, теория геноцида азербайджанцев оказалась результативной. Американская публика, например, с трудом понимает разницу между геноцидом армян и геноцидом азербайджанцев, равно как и между самими этими этносами.
В результате Армения утратила в общественном мнении США и даже части стран Евросоюза ту безусловную поддержку, которой она пользовалась в начале 1990-х годов. Что же до Азербайджана, то прежний негативный образ как «страны погромов в Баку и Сумгаите» стал конкурировать с позитивным образом как «страны-жертвы», причём наблюдается тенденция к вытеснению первого вторым.

## Попытка привлечь в союзники евреев и Холокост
Согласно Семену Чарному, конструирование в Азербайджане обвинений в адрес армян по участию в геноциде евреев является наиболее экзотичной попыткой использовать Холокост. Поскольку указ Алиева о геноциде не вызвал интереса в мире, в Азербайджане решили использовать для его продвижения и пропаганды против армян обвинения в участии в геноциде евреев, для чего привлекаются представители еврейской общины Азербайджана и ряд израильских публицистов: Арье Гут и Моисей Беккер. Директор Института прав человека Национальной Академии Наук Азербайджана Ровшан Мустафаев обвинил армян в массовом убийстве в городе Губа в 1918—1919 гг., в том числе и в «геноциде 3000 горских евреев», хотя по списку еврейской общины в Губе за тот период погибло всего 18 евреев. Также Мустафаев обвинил армян в участии в Холокосте в Крыму в 1941 году, сославшись на «секретное донесение», которое Чарный расценивает как фальсификацию. Аргументы Мустафаева о «тридцати тысячах уничтоженных евреях» регулярно используется азербайджанской пропагандой. Кроме того, Азербайджан использует сравнение Ходжалу и Холокоста для доказательств «фашистского характера» армян. Подобную риторику Чарный расценивает как попытку использовать Холокост для дискредитации соперника
.
Профессор Ближневосточной истории из университета Мичиган-Дирборн Ара Санджян отмечает, что для привлечения евреев в качестве союзников против армян азербайджанская сторона утверждает, что наряду с «геноцидом против азербайджанцев» армяне также проводили «геноцид против евреев в Азербайджане», однако аргументы на «геноцид азербайджанцев и евреев в начале XX века» получили малое распространение за пределами Азербайджана. Азербайджан также сделал несколько неудачных попыток провести резолюцию с этой точкой зрения через ПАСЕ.

## День геноцида азербайджанцев и азербайджанская диаспора
«Геноцид азербайджанцев» официально признан только в Азербайджане, однако в этот день представители азербайджанской диаспоры также проводят различные мероприятия, посвящённые этой памятной дате.
В США сенат штата Нью-Йорк (2012) и Генеральная Ассамблея штата Нью-Джерси (2015) объявили 31 марта Днём памяти азербайджанцев, характеризуя события марта 1918 года как геноцид в отношении азербайджанцев. Законодательное собрание штата Мэн своей резолюцией признало «День геноцида азербайджанцев» (2013).
В ответ на десятки писем, адресованных губернатору штата Невада Джиму Гиббонсу посредством «Сети азербайджанцев Америки» («USAN») в ходе кампании, которую возглавил активист организации по штату Невада Боб Гюней, губернатор в 2009 году объявил 31 марта «Днём поминовения жертв столкновений, начавшихся в марте 1918 года». Джим Гиббонс в своём обращении также отметил, что его страна признаёт территориальную целостность Азербайджанской Республики и считает Нагорный Карабах частью Азербайджана.
Это решение вызвало протест армянской общины, считающей его инспирированным турецко-азербайджанскими группами интересов и направленным на то, чтобы отвлечь общественное внимание от геноцида армян и поддержать тех, кто выступает против самоопределения непризнанной Нагорно-Карабахской Республики. События в Баку они рассматривают как отдельные акты насилия со стороны просоветских коммунистических сил в условиях гражданской войны, в отличие от  широкомасштабного геноцида армян, Холокоста или геноцида в Дарфуре.